# Up to Now
Albums de Snow Patrol
A Hundred Million Suns
(2008) Fallen Empires
(2011)
Up to Now est la première compilation de la formation musicale Snow Patrol, sortie en 2009. Elle a été réalisée afin de célébrer les quinze ans d'existence du groupe, et comporte trente chansons sélectionnées par les membres du groupe et réparties sur deux CD. Elle comprend des raretés ainsi que trois chansons inédites : le single Just Say Yes, Give Me Strength et Dark Roman Wine. Cette compilation a atteint la 3e place du classement de ventes d'albums au Royaume-Uni, pays où l'album est triple disque de platine.

## Pistes de l'album

### Disque 1
| No  | Titre                                                                      | Durée |
| --- | -------------------------------------------------------------------------- | ----- |
| 1.  | Chocolate (Final Straw, 2003)                                              | 3:04  |
| 2.  | Chasing Cars (Eyes Open, 2006)                                             | 4:27  |
| 3.  | Crack the Shutters (A Hundred Million Suns, 2008)                          | 3:20  |
| 4.  | Set the Fire to the Third Bar (Eyes Open, 2006)                            | 3:23  |
| 5.  | Crazy in Love (reprise de Beyoncé Knowles, face-B de Spitting Games, 2004) | 4:24  |
| 6.  | Just Say Yes (inédit)                                                      | 4:41  |
| 7.  | Batten Down the Hatch (When It's All Over We Still Have to Clear Up, 2001) | 3:30  |
| 8.  | You're All I Have (Eyes Open, 2006)                                        | 4:33  |
| 9.  | Hands Open (Eyes Open, 2006)                                               | 3:17  |
| 10. | Cartwheels (Son of Evil Reindeer, 2002)                                    | 4:07  |
| 11. | The Planets Bend Between Us (A Hundred Million Suns, 2008)                 | 4:00  |
| 12. | Ask Me How I Am (When It's All Over We Still Have to Clear Up, 2001)       | 2:34  |
| 13. | On/Off (When It's All Over We Still Have to Clear Up, 2001)                | 2:41  |
| 14. | Making Enemies (When It's All Over We Still Have to Clear Up, 2001)        | 4:19  |
| 15. | Run (Live at the Union Chapel)                                             | 5:06  |

### Disque 2
| No  | Titre                                                                              | Durée |
| --- | ---------------------------------------------------------------------------------- | ----- |
| 1.  | Take Back the City (A Hundred Million Suns, 2008)                                  | 4:38  |
| 2.  | Shut Your Eyes (Eyes Open, 2006)                                                   | 3:17  |
| 3.  | An Olive Grove Facing the Sea (When It's All Over We Still Have to Clear Up, 2001) | 5:00  |
| 4.  | Run (Final Straw, 2003)                                                            | 5:56  |
| 5.  | Give Me Strength (inédit)                                                          | 3:22  |
| 6.  | Signal Fire (Bande-originale de Spider-Man 3, 2007)                                | 4:27  |
| 7.  | Spitting Games (Final Straw, 2003)                                                 | 3:48  |
| 8.  | Open Your Eyes (Eyes Open, 2006)                                                   | 5:41  |
| 9.  | Dark Roman Wine (inédit)                                                           | 4:16  |
| 10. | Fifteen Minutes Old (Songs for Polarbears, 1998)                                   | 3:09  |
| 11. | You Are My Joy (Son of Evil Reindeer, 2002)                                        | 3:45  |
| 12. | The Golden Floor (A Hundred Million Suns, 2008)                                    | 3:17  |
| 13. | Starfighter Pilot (Songs for Polarbears, 1998)                                     | 3:20  |
| 14. | Post Punk Progression (face-B de Run, 2004)                                        | 3:25  |
| 15. | Chasing Cars (Live at the Union Chapel)                                            | 5:17  |

## Classements et certifications
| Classement musical                           | Meilleure position |
| -------------------------------------------- | ------------------ |
| Allemagne (Media Control AG)                 | 38                 |
| Australie (ARIA)                             | 54                 |
| Autriche (Ö3 Austria Top 40)                 | 62                 |
| Belgique (Flandre Ultratop)                  | 8                  |
| Belgique (Wallonie Ultratop)                 | 28                 |
| Danemark (Tracklisten)                       | 2                  |
| États-Unis (Billboard 200)                   | 182                |
| France (SNEP)                                | 85                 |
| Grèce (IFPI Grèce)                           | 38                 |
| Irlande (Irish Recorded Music Association)   | 5                  |
| Norvège (VG-lista)                           | 5                  |
| Pays-Bas (Mega Album Top 100)                | 5                  |
| Portugal (Associação Fonográfica Portuguesa) | 22                 |
| Royaume-Uni (UK Albums Chart)                | 3                  |
| Suisse (Schweizer Hitparade)                 | 36                 |

| Pays        | Ventes    | Certifications |
| ----------- | --------- | -------------- |
| Allemagne   | 100 000 + | Or             |
| Belgique    | 30 000 +  | Platine        |
| Danemark    | 20 000 +  | Platine        |
| Irlande     | 30 000 +  | 2 × Platine    |
| Pays-Bas    | 60 000 +  | Platine        |
| Royaume-Uni | 900 000 + | 3 × Platine    |